# هوپتون، استرالیای غربی
هوپتون (به انگلیسی: Hopetoun) یک شهرک در استرالیا است که در استرالیای غربی واقع شده‌است.